# Belá (Žilina)
|  | No s'ha de confondre amb Belá (Nitra). |

Belá és un poble i municipi d'Eslovàquia que es troba a la regió de Žilina, al centre-nord del país.

## Història
La primera menció escrita de la vila es remunta al 1378.

## Demografia
| Godina             | 1994 | 2004   | 2014   | 2024   |
| ------------------ | ---- | ------ | ------ | ------ |
| Nombre de persones | 3060 | 3346   | 3377   | 3266   |
| Diferència         |      | +9,34% | +0,92% | −3,28% |

| Godina             | 2023 | 2024   |
| ------------------ | ---- | ------ |
| Nombre de persones | 3292 | 3266   |
| Diferència         |      | −0,78% |